# El Paso
El Paso (pron. inglese [ɛl ˈpæsoʊ]; dallo spagnolo el paso [el ˈpaso], "il passo") è una città e il capoluogo della contea omonima, situati all'estremità occidentale del Texas, negli Stati Uniti. Nel 2023, la popolazione della città era stimata in 693 577 abitanti, che la rendeva la 19ª città più grande degli Stati Uniti. La sua area statistica metropolitana copre le contee di El Paso e Hudspeth nel Texas e ha una popolazione di 840 758 abitanti.
El Paso si trova sul Rio Grande, che funge da confine tra il Messico e gli Stati Uniti e la separa da Ciudad Juárez, la città più popolosa dello stato messicano di Chihuahua con 1,4 milioni di abitanti. Las Cruces, nel vicino stato statunitense del Nuovo Messico, ha una popolazione di 215 579 abitanti. Dal lato degli Stati Uniti l'area metropolitana di El Paso fa parte dell'area statistica combinata di El Paso-Las Cruces, Texas-Nuovo Messico, con una popolazione di 1 060 397 abitanti.
A livello binazionale, queste tre città formano un'area metropolitana internazionale unita a volte indicata come Paso del Norte o Borderplex. La regione di 2,5 milioni di abitanti costituisce la più grande forza lavoro bilingue e binazionale nell'emisfero occidentale.
La città ospita tre società quotate in borsa, fra cui la Western Refining. Oltre che sede del Medical Center of the Americas, l'unico complesso di fornitori di ricerca e cure mediche nel Texas occidentale e nel Nuovo Messico meridionale, e l'Università del Texas a El Paso, la principale università della città. In città annualmente si disputa il Sun Bowl College, un torneo di football americano riservato ai college, il secondo bowl più antico del paese.
El Paso ha una forte presenza federale e militare. Il William Beaumont Army Medical Center, il Biggs Army Airfield e Fort Bliss hanno sede proprio qui. Fort Bliss è uno dei più grandi complessi militari dello United States Army e la più grande area di addestramento negli Stati Uniti. Con sede a El Paso si trovano anche la divisione di campo nazionale 7 della DEA, l'El Paso Intelligence Center, la Joint Task Force North, il settore El Paso della United States Border Patrol e l'U.S. Border Patrol Special Operations Group (SOG).
Nel 2010 e nel 2018, El Paso ha ricevuto un All-America City Award. El Paso si è classificata tra le prime tre grandi città più sicure negli Stati Uniti tra il 1997 e il 2014, detenendo il titolo di città più sicura tra il 2011 e il 2014. La città è specialmente nota per aver dato i natali a Eddie Guerrero, leggenda della WWE.

## Geografia fisica

### Territorio
Secondo l'Ufficio del censimento degli Stati Uniti, ha una superficie totale di 256,26 mi² (663,71 km²).
El Paso, circondata dal deserto di Chihuahua, si trova all'intersezione di tre stati federati (Texas, Nuovo Messico, e Chihuahua) appartenenti a due Paesi (Stati Uniti e Messico). È la parte più orientale del bacino della Range Region.
Lo scosceso monte North Franklin Mountain ha la vetta a 2192 m s.l.m., ed è la vetta più alta della regione metropolitana di El Paso: il picco può essere visto da quasi 100 km da tutte le direzioni. Inoltre, questa catena montuosa è il luogo d'origine della famosa argilla rossa naturale, il Thunderbird, da cui la locale Coronado High School prende nome, come sua mascotte.
Con 9700 ettari, il Franklin Mountains State Park è il più grande parco urbano negli Stati Uniti, ed è situato interamente a El Paso, estendendosi da nord e ordinatamente divide la città in varie sezioni insieme al Fort Bliss e all'aeroporto internazionale di El Paso. È l'unica grande città del Texas con il fuso orario del Mountain Time (ossia l'UTC-7).
El Paso è più vicina alle capitali degli altri quattro stati - Phoenix, Arizona (348 miglia di distanza); Santa Fe, Nuovo Messico (272 miglia di distanza); Ciudad Chihuahua, Chihuahua (212 miglia di distanza); e Hermosillo, Sonora (327 miglia di distanza) - quanto lo sia per la capitale del proprio stato, Austin (526 miglia di distanza). È più vicina a Los Angeles, California (702 miglia di distanza) rispetto ad Orange, Texas (762 miglia di distanza), la città più orientale dello stato.

### Clima
El Paso ha un clima arido, con estati molto calde (con scarsa umidità) e inverni freddi: le temperature vanno da una media massima di 14 °C e una minima di 0,5 °C nel mese di gennaio ad una media massima di 35,2 °C nel mese di giugno e una media minima di 22,2 °C nel mese di luglio. Il record di temperatura più alta in città è stato di 46 °C, e il suo record minimo di -22 °C.
Il sole splende 302 giorni all'anno, in media, a El Paso: ed è per questo che la città è soprannominata "La Città del Sole". Mediamente vi sono 7,9 ore di sole al giorno nel mese di dicembre mentre 12,8 a giugno, per un totale di 3 760 ore l'anno.
| Aeroporto Internazionale di El Paso | Mesi | Mesi | Mesi | Mesi | Mesi | Mesi | Mesi | Mesi | Mesi | Mesi | Mesi | Mesi | Stagioni | Stagioni | Stagioni | Stagioni | Anno  |
| Aeroporto Internazionale di El Paso | Gen  | Feb  | Mar  | Apr  | Mag  | Giu  | Lug  | Ago  | Set  | Ott  | Nov  | Dic  | Inv      | Pri      | Est      | Aut      | Anno  |
| ----------------------------------- | ---- | ---- | ---- | ---- | ---- | ---- | ---- | ---- | ---- | ---- | ---- | ---- | -------- | -------- | -------- | -------- | ----- |
| T. max. media (°C)                  | 14,3 | 17,3 | 21,3 | 25,9 | 31,0 | 35,3 | 34,8 | 33,6 | 30,9 | 25,7 | 19,0 | 13,9 | 15,2     | 26,1     | 34,6     | 25,2     | 25,3  |
| T. min. media (°C)                  | 0,3  | 2,8  | 6,1  | 10,4 | 15,6 | 20,0 | 21,6 | 20,9 | 17,4 | 11,1 | 4,5  | 0,3  | 1,1      | 10,7     | 20,8     | 11,0     | 10,9  |
| Precipitazioni (mm)                 | 10,2 | 11,7 | 6,6  | 5,8  | 11,9 | 23,9 | 39,4 | 51,1 | 38,4 | 15,5 | 12,4 | 19,8 | 41,7     | 24,3     | 114,4    | 66,3     | 246,7 |

## Storia
Nel 1659 gli spagnoli fondarono sulla sponda opposta del Rio Grande l'insediamento di El Paso del Norte, oggi Ciudad Juárez. L'importanza della città, ed il motivo della sua fondazione, era data dal fatto che rappresentò per più di due secoli l'unico valico terrestre (ponte) sul fiume Rio Grande per accedere dal Messico al Texas. A seguito della Rivolta Pueblo del 1680 nel Nuovo Messico, fu qui che gli spagnoli stabilirono la loro base governativa e alcune missioni (Ysleta, Socorro, Cappella di San Elizario) a supporto dei nativi fuggiti dal centro della sedizione.
L'area sulla quale sorge oggi El Paso rimase disabitata fino attorno alla metà del XVIII secolo. La rivoluzione texana del 1836 non toccò minimamente la zona, che iniziò ad essere popolata da coloni messicani ed anglossassoni. Il trattato di Guadalupe Hidalgo del 1848 stabilì la separazione definitiva tra le due sponde del Rio Grande. Nel 1850 venne creata la Contea di El Paso mentre quattro anni dopo un presidio militare chiamato The Post opposite El Paso.
Durante la guerra civile americana i confederati occuparono l'area ma vennero respinti dalla California Column nel 1862. Al termine del conflitto El Paso iniziò a svilupparsi, grazie anche all'arrivo di importanti linee ferroviarie come la Southern Pacific e la Atchison, Topeka and Santa Fe. Arrivarono migliaia di nuovi abitanti nella nuova città, e tra essi, sacerdoti, uomini d'affari, ma anche pistoleri e prostitute. El Paso divenne tristemente nota per la violenza e il malaffare, tra i principali business della città vi erano infatti la prostituzione e il gioco d'azzardo. Il 4 aprile 1881 si verificò a El Paso la famosa sparatoria dei quattro morti in cinque secondi. Con la rivoluzione messicana arrivarono in città un gran numero di profughi e rifugiati. La popolazione che solo nel 1881 era di 10 000 unità raggiunse la cifra di 100 000 nel 1915.

## Società

### Evoluzione demografica
Secondo il censimento del 2010, la popolazione era di 649 121 abitanti.

### Etnie e minoranze straniere
Secondo il censimento del 2010, la composizione etnica della città era formata dall'80,8% di bianchi, il 3,4% di afroamericani, lo 0,7% di nativi americani, l'1,2% di asiatici, lo 0,1% di oceanici, l'11,0% di altre etnie, e il 2,7% di due o più etnie. Ispanici o latinos di qualunque etnie erano l'80,7% della popolazione.

## Cultura

### Istruzione
El Paso ospita l'Università del Texas a El Paso.

#### Musei
- El Paso Museum of Archaeology
- El Paso Museum of History
- El Paso Museum of Art

### Media
Nel 1881 è stato fondato l'El Paso Times; inizialmente a frequenza settimanale, dall'anno successivo cominciò ad essere diffuso tutti i giorni. Nella città è inoltre diffuso il quotidiano in lingua spagnola El Diario de El Paso.

### Cinema
Sergio Leone vi ha ambientato il film Per qualche dollaro in più quasi interamente girato a Castelfranco in Miscano, paese italiano in provincia di Benevento, mentre Roger Donaldson e Quentin Tarantino vi hanno ambientato rispettivamente parte dei film Getaway e Kill Bill vol. 1 e 2. Anche i fratelli Coen hanno scelto El Paso come luogo di ambientazione per il film Non è un paese per vecchi.

## Economia
El Paso possiede un'economia diversificata focalizzata principalmente nel settore del commercio internazionale, militare, petrolifero, turismo e dei servizi sanitari. Nel 2011 l'area metropolitana di El Paso aveva un PIL di 29 miliardi di dollari. El Paso ospita una società della Fortune 500, la Western Refining, quotata alla Borsa di New York. Più di 70 aziende incluse nella Fortune 500 hanno uffici a El Paso, tra cui la AT&T, ADP (Automatic Data Processing), Boeing, Charles Schwab, Delphi Automotive PLC, Dish Network, Eureka, Hoover, Raytheon, Prudential Financial, USAA e Verizon Wireless.

## Infrastrutture e trasporti
La città è servita dall'Aeroporto Internazionale di El Paso, che consta di 15 gate in 2 terminal. L'aeroporto può contare su otto compagnie e 10 destinazioni fisse. La città è inoltre servita, a livello di trasporto automobilistico, dall'Interstate 10, dalla U.S. Route 54 (Patriot Highway), dalla U.S. Highway 62, dalla U.S. Highway 85, dalla U.S. Highway 180, dallo Spur 601 (Patriot Expressway), dal Loop 375 (che collega Northeast El Paso con West El Paso con la Transmountain Road), dal Loop 478, varie Texas Farm-to-Market Roads, nonché la più vecchia strada carrozzabile della città, la Texas State Route 20.
El Paso condivide inoltre 5 ponti internazionali (di cui uno ferroviario), con Ciudad Juárez, in Messico. La città è inoltre servita dal servizio ferroviario intestatale, la Amtrak, che, con il Sunset Limited, la collega con New Orleans e Los Angeles tre volte la settimana. Per quanto riguarda il sistema di trasporto pubblico, la città può contare sul Sun Metro Transit System, un servizio di autobus in tutta l'area della città. La contea di El Paso ha inoltre organizzato un sistema di autobus verso l'area orientale di El Paso.

## Amministrazione
L'area metropolitana di El Paso è rappresentata alla Camera di Stato del Texas dai Democratici Cesar Blanco, Mary Gonzalez, Joe Moody, Lina Ortega e Joe Pickett, e al Senato del Texas da José R. Rodríguez. Il Dipartimento di Giustizia Criminale del Texas (Texas Department of Criminal Justice) gestisce l'El Paso I District Parole Office, situato in una zona non incorporata ad est di Horizon City.